# Георги Рачков
Георги Иванов Рачков е български революционер, деец на Вътрешната македонска революционна организация.

## Биография
Георги Рачков е роден в 1892 година в сярското село Горно Броди, тогава в Османската империя, днес Ано Вронду, Гърция. През 1913 година като бежанец се установява в Тешово, където се жени. Участва в Първата световна война, а след това се присъединява към възстановената ВМРО. От 1922 година е тешовски войвода и пунктов началник в района. Убит е от свои съселяни заради неморални прояви през 1931 година.